# Ayaan Hirsi Ali
Ayaan Hirsi Ali rođena kao Ayaan Hirsi Magan 13. studenog 1969. u Mogadishuu u Somaliji, je nizozemska feministička aktivistica i političarka, kći Hirsi Magan Isse. Poznata je kao vrlo aktivna (i često kontroverzna) spisateljica i kritičarka islama. Bila je članica Tweede Kamera (donjeg doma Državnih staleža Nizozemske) iz Narodne stranke za slobodu i demokraciju (VVD) od 30. siječnja 2003. do 16. svibnja 2006.
Hirsi Ali je pod velikim stupnjem osiguranja zbog ozbiljnih prijetnji njenom životu zbog izražavanja stavova koji su prilično kritični prema pojedinim aspektima islama. Najpoznatiji je njen film Potčinjavanje, koga je režirao Theo van Gogh (koji je zbog toga ubijen), a zbog koga je postala žrtvom Mreže Hofstad.
15. lipnja 2006. su nizozemski vladini službenici posumnjali u to da ima pravo na nizozemsko državljanstvo, s obzirom na to da je bila dala pogrešne podatke prilikom molbe za status izbjeglice u Nizozemskoj. Kasnije je iste podatke koristila kako bi dobila državljanstvo. Nizozemska ministrica za doseljavanje i integraciju Rita Verdonk, je odlučila da joj se oduzme državljanstvo, a tu je odluku poništio premijer. Hirsi Ali je, reagirajući na to, New York Timesu poslala osobna pisma od strane oca i drugih članova porodice koji potvrđuju njenu priču da je bježala od prisilnog braka.  Arhivirana inačica izvorne stranice od 24. svibnja 2006. (Wayback Machine). 27.6. 2006 je nizozemska vlada objavila da Hirsi Ali može zadržati nizozemsko državljanstvo.
16. svibnja Hirsi Ali je objavila ostavku na zastupničko mjesto u Parlamentu i potvrdila najave da će otići u SAD kako bi se zaposlila u American Enterprise Instituteu, pro-tržišnom think tanku. Njen eventualni dolazak u rujnu 2006. je pozdravio zamjenik američkog državnog tajnika Robert Zoellick.
2023. Hirsi Ali prešla je na kršćanstvo. 

## Vanjske poveznice
- Ayaan Hirsi Ali Website -- Weblog Ayaan Hirsi Ali's related information
- Ayaan Hirsi Ali affairs - Weblog  Arhivirana inačica izvorne stranice od 18. svibnja 2006. (Wayback Machine) Ayaan Hirsi Ali weblog (English language version)
- Interview with the BBC - 24 January 2006
- interview with Dutch TV  Arhivirana inačica izvorne stranice od 30. siječnja 2011. (Wayback Machine), 29 August 2004 (in Dutch).
- Video interview with Hirsi Ali on perspectives for the integration of mainstream islam into liberal societies